# Усть-Войкары
Усть-Войкары — деревня в Шурышкарском районе Ямало-Ненецкого автономного округа России.

## География
Расположена у правого берега реки Горная Обь (Малая Горная Обь), при впадении в неё реки Войкар в виде проточного озера Войкарский Сор, в 134 км к юго-западу от города Салехарда и в 30 км к северу от районного центра, села Мужи.
На северном берегу озера Войкарский Сор, в 0,2-0,3 км к западу от деревни
Усть-Войкары, находится памятник археологии Усть-Войкар 1
Ближайшие населенные пункты
Восяхово 10 км, Везенгорт 25 км, Унсельгорт 28 км, Мужи 29 км, Анжигорт 34 км, Шурышкары 42 км
Площадь 23 га.

## Население
| 1989 | 2002 | 2010 | 2015 | 2021 |
| ---- | ---- | ---- | ---- | ---- |
| 127  | ↘117 | ↘100 | ↘98  | ↘64  |

Численность населения — 98 чел. (2015 г.). 

## История
С 2005 до 2022 гг. деревня входила в сельское поселение Мужевское, упразднённое в 2022 году в связи с преобразованием муниципального района в муниципальный округ.

## Инфраструктура
Централизованная система водоснабжения действует только в летний период. Способ прокладки сетей водоснабжения
— наземный. Водоснабжение осуществляется посредством забора воды из реки Малая Горная Обь. На территории деревни установлен резервуар для хранения воды..
Электроснабжение потребителей осуществляется от ДЭС по воздушным ЛЭП 0,4 кВ.Система электроснабжения выполнена по магистральной схеме. Общая протяженность ЛЭП 0,4 кВ в границах д. Усть-Войкары составляет 1 км..
Филиал МБУ ШЦКС «Сельский клуб д. Усть-Войкары» по ул. Набережная, 11, рассчитано на 50 мест
Действует два склада.

## Транспорт
Объекты транспортной инфраструктуры на территории деревни отсутствуют.